# Matthew Highmore
Matthew Highmore (* 27. Februar 1996 in Halifax, Nova Scotia) ist ein kanadischer Eishockeyspieler. Er steht seit Juli 2023 bei den Ottawa Senators in der National Hockey League unter Vertrag und kommt parallel für deren Farmteam, die Belleville Senators, in der American Hockey League zum Einsatz.

## Karriere
Als Juniorenspieler war Matthew Highmore bei den Darthmouth Ice Dawgs aktiv und wurde beim LHJMQ Entry Draft 2012 als achter Spieler von den Saint John Sea Dogs gezogen, für die er in der Ligue de hockey junior majeur du Québec (LHJMQ) zum Einsatz kam. In den ersten beiden Jahren bei den Sea Dogs kam Highmore auf insgesamt 98 Einsätze und erzielte 59 Scorerpunkte. Vor Beginn der Spielzeit 2014/15 wurde er Assistenzkapitän der Saint John Sea Dogs.
Trotz seiner guten Leistungen in der LHJMQ wurde Highmore weder im NHL Entry Draft 2014 noch im Jahr 2015 gezogen. In der Saison 2016/17 war Highmore mit 89 Scorerpunkten der punktreichste Spieler der Sea Dogs und wurde mit dem Pepsi Top Scorer Award ausgezeichnet. Im März 2017 wurde er als ungedrafteter Spieler von den Chicago Blackhawks aus der National Hockey League verpflichtet und mit einem Dreijahresvertrag ausgestattet. Darüber hinaus gewann er mit den Sea Dogs in diesem Jahr die Playoffs der LHJMQ um die Coupe du Président.
Zu Beginn der Saison 2017/18 kam Matthew Highmore zunächst für die Rockford IceHogs, das Farmteam der Chicago Blackhawks, in der American Hockey League zum Einsatz. Am 27. Dezember 2017 erzielte er im Spiel gegen die Iowa Wild den ersten Hattrick seiner Profikarriere. Als einer der Topscorer seines Teams nahm Highmore zusammen mit seinem Teamkollegen Carl Dahlström an der AHL All-Star Classic 2018 teil. Am 24. Februar 2018 erzielte Highmore seinen zwanzigsten Treffer, womit er der erste Spieler der IceHogs war, der in seiner Debütsaison mehr als 20 Treffer erzielte. Am 26. Februar 2018 wurde Highmore erstmals in den Kader der Chicago Blackhawks berufen und kam am 1. März 2018 gegen die San Jose Sharks zu seinem NHL-Debüt. Sein erstes Tor erzielte er zehn Tage später bei der Niederlage gegen die Boston Bruins. Zusammen mit den IceHogs nahm Highmore in den Play-off-Spielen des Calder Cup teil, wo die Mannschaft bis ins Conference-Finale einzog und dort gegen die Texas Stars verlor.
Vor der Spielzeit 2018/19 nahm Highmore am Trainingslager der Chicago Blackhawks teil, wurde aber am 26. September 2018 wieder den Rockford IceHogs zugewiesen, bei denen er zum Assistenzkapitän ernannt wurde. Kurz nach Saisonbeginn zog er sich allerdings eine Schulterverletzung zu, aufgrund derer er nahezu die gesamte Spielzeit 2018/19 verpasste.
Nach etwa vier Jahren in der Organisation der Blackhawks wurde er im April 2021 kurz vor der Trade Deadline im Tausch für Adam Gaudette an die Vancouver Canucks abgegeben. Dort war er ein Jahr aktiv, bevor er sich im Juli 2022 als Free Agent den St. Louis Blues anschloss, ebenso wie im Juli 2023 den Ottawa Senators.

### International
Auf internationaler Ebene nahm Highmore mit dem Team Canada Atlantic an der World U-17 Hockey Challenge 2013 teil und belegte dort mit der Mannschaft den achten Platz.

## Erfolge und Auszeichnungen
- 2017 Coupe-du-Président-Gewinn mit den Saint John Sea Dogs
- 2018 Teilnahme am AHL All-Star Classic
- 2023 Teilnahme am AHL All-Star Classic

## Karrierestatistik
Stand: Ende der Saison 2024/25

### International
Vertrat Kanada bei:
- World U-17 Hockey Challenge 2013

(Legende zur Spielerstatistik: Sp oder GP = absolvierte Spiele; T oder G = erzielte Tore; V oder A = erzielte Assists; Pkt oder Pts = erzielte Scorerpunkte; SM oder PIM = erhaltene Strafminuten; +/− = Plus/Minus-Bilanz; PP = erzielte Überzahltore; SH = erzielte Unterzahltore; GW = erzielte Siegtore; 1 Play-downs/Relegation; Kursiv: Statistik nicht vollständig)